# Leichtathletik-Weltmeisterschaften 1987/Hochsprung der Frauen

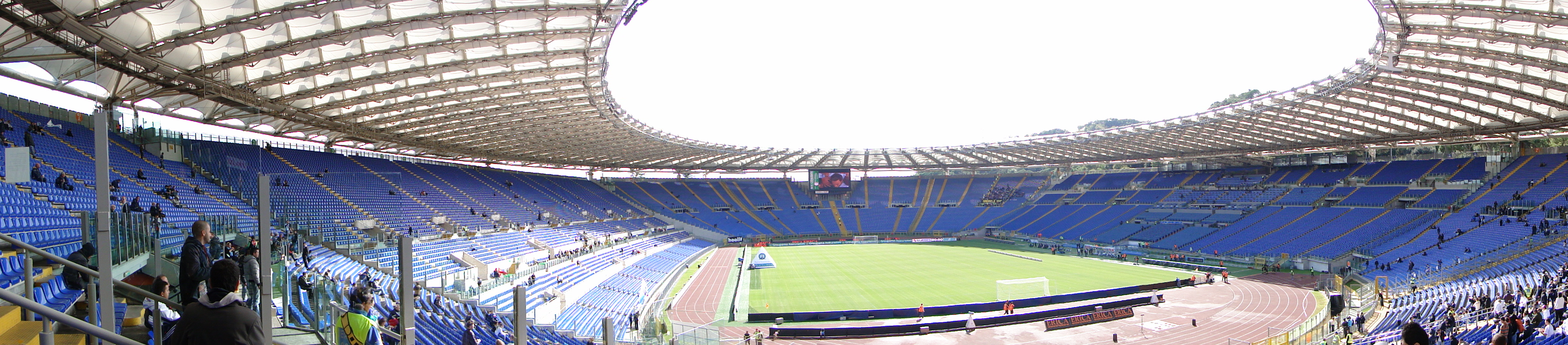
Das Olympiastadion in Rom

Der Hochsprung der Frauen bei den Leichtathletik-Weltmeisterschaften 1987 fand am 29. und 30. August 1987 in Rom, Italien, statt.
24 Athletinnen aus 19 Ländern nahmen an dem Wettbewerb teil. Die Goldmedaille gewann die amtierende Europameisterin Stefka Kostadinowa aus Bulgarien, die mit ihrem Siegsprung ihren eigenen Weltrekord um einen Zentimeter auf 2,09 m steigerte. Silber ging mit 2,04 m an die Titelverteidigerin und EM-Zweite von 1982 Tamara Bykowa aus der Sowjetunion. Die Bronzemedaille gewann die DDR-Athletin Susanne Beyer, frühere Susanne Helm, mit 1,99 m.

## Rekorde

### Bestehende Rekorde
Vor dem Wettbewerb galten folgende Rekorde:
| Weltrekord               | Stefka Kostadinowa | 2,08 m | Sofia, Bulgarien                          | 31. Mai 1986   |
| Weltmeisterschaftsrekord | Tamara Bykowa      | 2,01 m | Weltmeisterschaften in Helsinki, Finnland | 9. August 1983 |

### Rekordverbesserung
Weltmeisterin Stefka Kostadinowa aus Bulgarien verbesserte den bestehenden WM-Rekord im Finale am 30. August um acht Zentimeter auf 2,09 m, womit sie gleichzeitig ihren eigenen Weltrekord um einen Zentimeter steigerte.

## Qualifikation
29. August 1987
24 Teilnehmerinnen traten in zwei Gruppen zur Qualifikationsrunde an. Die Qualifikationshöhe für den direkten Finaleinzug betrug 1,93 m. Nachdem genau zwölf Hochspringerinnen die Höhe von 1,91 m übersprungen hatten (hellgrün unterlegt) und alle anderen ausgeschieden waren, konnte die Qualifikation beendet werden. Die zwölf für eine Finalteilnahme vorgesehenen Athletinnen waren gefunden, es musste nicht weiter ausdifferenziert werden. Keine Sportlerin musste die eigentliche Qualifikationshöhe überhaupt angehen.

### Gruppe A

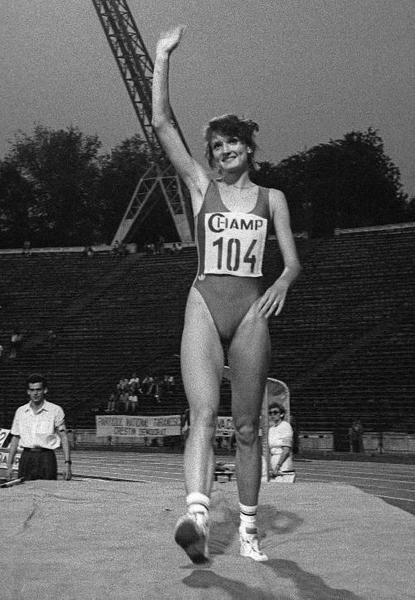
Galina Astafei schied mit ihren 1,88 m in der Qualifikation aus

| Platz | Athletin               | Land                | Höhe (m) |
| ----- | ---------------------- | ------------------- | -------- |
| 1     | Coleen Sommer          | Vereinigte Staaten  | 1,91     |
| 1     | Silvia Costa           | Kuba                | 1,91     |
| 1     | Stefka Kostadinowa     | Bulgarien           | 1,91     |
| 1     | Madely Beaugendre      | Frankreich          | 1,91     |
| 1     | Heike Redetzky         | BR Deutschland      | 1,91     |
| 1     | Ludmilla Awdejenko     | Sowjetunion         | 1,91     |
| 7     | Galina Astafei         | Rumänien            | 1,88     |
| 7     | Kim Hee-sun            | Südkorea            | 1,88     |
| 7     | Amra Temim             | Jugoslawien         | 1,88     |
| 7     | Ni Yiuling             | Volksrepublik China | 1,88     |
| 11    | Alessandra Bonfiglioli | Italien             | 1,85     |
|       | Sigrid Kirchmann       | Österreich          | NM       |

### Gruppe B
| Platz | Athletin                | Land                            | Höhe (m) |
| ----- | ----------------------- | ------------------------------- | -------- |
| 1     | Louise Ritter           | Vereinigte Staaten              | 1,91     |
| 1     | Susanne Beyer           | Deutsche Demokratische Republik | 1,91     |
| 1     | Ljudmila Andonowa       | Bulgarien                       | 1,91     |
| 1     | Swetlana Issaewa        | Bulgarien                       | 1,91     |
| 1     | Tamara Bykowa           | Sowjetunion                     | 1,91     |
| 1     | Larissa Kossizyna       | Sowjetunion                     | 1,91     |
| 7     | Megumi Sato             | Japan                           | 1,88     |
| 7     | Christine Stanton       | Australien                      | 1,88     |
| 9     | Phyllis Bluntson        | Vereinigte Staaten              | 1,85     |
| 9     | Hanne Haugland          | Norwegen                        | 1,85     |
| 11    | Þórdís Gísladóttir      | Island                          | 1,80     |
| 11    | Orlane Maria Dos Santos | Brasilien                       | 1,80     |

## Legende
Kurze Übersicht zur Bedeutung der Symbolik – so üblicherweise auch in sonstigen Veröffentlichungen verwendet:
| – | Höhe ausgelassen  |
| x | Fehlversuch       |
| o | Höhe übersprungen |

## Finale
30. August 1987
| Platz | Athletin           | Land                            | 1,80 m                                  | 1,85 m                                  | 1,90 m                                  | 1,93 m | 1,96 m                                           | 1,99 m                                           | 2,02 m                                           | 2,04 m                                           | 2,06 m                                           | 2,08 m                                           | 2,09 m                                           | Höhe (m) |
| ----- | ------------------ | ------------------------------- | --------------------------------------- | --------------------------------------- | --------------------------------------- | ------ | ------------------------------------------------ | ------------------------------------------------ | ------------------------------------------------ | ------------------------------------------------ | ------------------------------------------------ | ------------------------------------------------ | ------------------------------------------------ | -------- |
|       | Stefka Kostadinowa | Bulgarien                       | –                                       | o                                       | o                                       | –      | o                                                | o                                                | o                                                | xxo                                              | xo                                               | –                                                | xo                                               | 2,09 WR  |
|       | Tamara Bykowa      | Sowjetunion                     | –                                       | o                                       | o                                       | o      | o                                                | o                                                | o                                                | o                                                | xx–                                              | x                                                |                                                  | 2,04     |
|       | Susanne Beyer      | Deutsche Demokratische Republik | –                                       | o                                       | o                                       | o      | o                                                | xo                                               | xxx                                              |                                                  |                                                  |                                                  |                                                  | 1,99     |
| 4     | Silvia Costa       | Kuba                            | –                                       | o                                       | o                                       | o      | o                                                | xx–                                              | x                                                |                                                  |                                                  |                                                  |                                                  | 1,99     |
| 5     | Larissa Kossizyna  | Sowjetunion                     | –                                       | o                                       | o                                       | xxo    | o                                                | xxx                                              |                                                  |                                                  |                                                  |                                                  |                                                  | 1,96     |
| 6     | Heike Redetzky     | BR Deutschland                  | –                                       | o                                       | o                                       | o      | xo                                               | xxx                                              |                                                  |                                                  |                                                  |                                                  |                                                  | 1,96     |
| 7     | Swetlana Issaewa   | Bulgarien                       | –                                       | o                                       | o                                       | o      | xxx                                              |                                                  |                                                  |                                                  |                                                  |                                                  |                                                  | 1,93     |
| 8     | Ludmilla Awdejenko | Sowjetunion                     | –                                       | xo                                      | o                                       | o      | xxx                                              |                                                  |                                                  |                                                  |                                                  |                                                  |                                                  | 1,93     |
| 8     | Louise Ritter      | Vereinigte Staaten              | –                                       | o                                       | xo                                      | o      | xxx                                              |                                                  |                                                  |                                                  |                                                  |                                                  |                                                  | 1,93     |
| 10    | Madely Beaugendre  | Frankreich                      | Ablauf in den Quellen nicht aufgelistet | Ablauf in den Quellen nicht aufgelistet | Ablauf in den Quellen nicht aufgelistet | ?o     | Weiterer Ablauf in den Quellen nicht aufgelistet | Weiterer Ablauf in den Quellen nicht aufgelistet | Weiterer Ablauf in den Quellen nicht aufgelistet | Weiterer Ablauf in den Quellen nicht aufgelistet | Weiterer Ablauf in den Quellen nicht aufgelistet | Weiterer Ablauf in den Quellen nicht aufgelistet | Weiterer Ablauf in den Quellen nicht aufgelistet | 1,93     |
| 11    | Coleen Sommer      | Vereinigte Staaten              | –                                       | o                                       | xo                                      | x?o    | Weiterer Ablauf in den Quellen nicht aufgelistet | Weiterer Ablauf in den Quellen nicht aufgelistet | Weiterer Ablauf in den Quellen nicht aufgelistet | Weiterer Ablauf in den Quellen nicht aufgelistet | Weiterer Ablauf in den Quellen nicht aufgelistet | Weiterer Ablauf in den Quellen nicht aufgelistet | Weiterer Ablauf in den Quellen nicht aufgelistet | 1,93     |
| 12    | Ljudmila Andonowa  | Bulgarien                       | o                                       | o                                       | xxx                                     |        |                                                  |                                                  |                                                  |                                                  |                                                  |                                                  |                                                  | 1,85     |

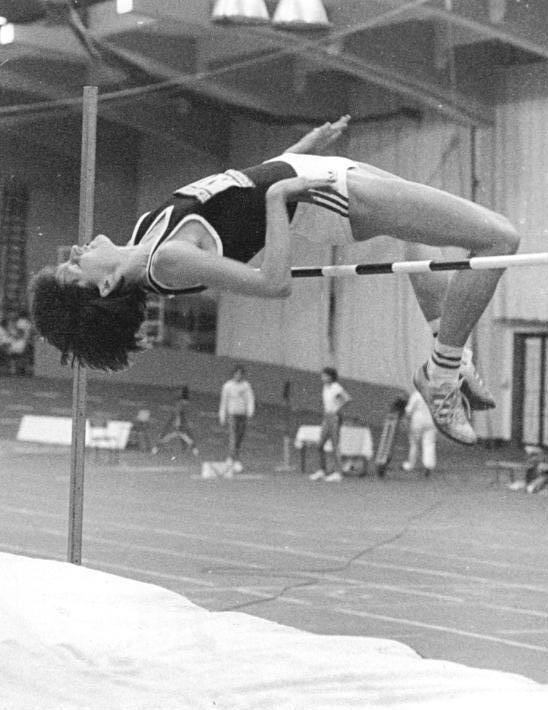
Bronzemedaillengewinnerin Susanne Beyer, frühere Susanne Helm
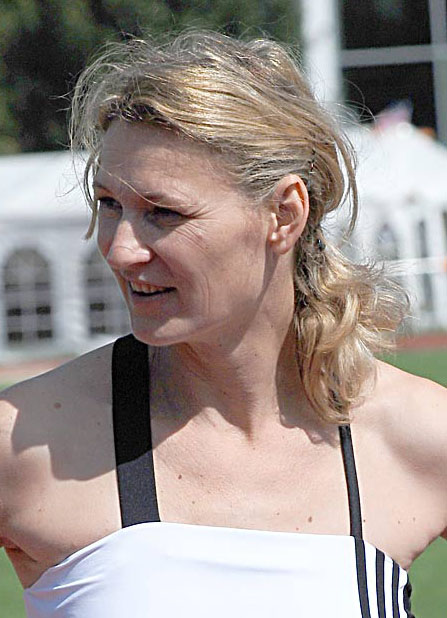
Heike Redetzky, später als Heike Henkel unter anderem Olympiasiegerin von 1992, belegte Rang sechs

## Video
- Stefka Kostadinova World High Jump Record at World Championships in Rome 1987 veröffentlicht am 22. Juli 2015 auf youtube.com, abgerufen am 5. April 2020